# Référendums irlandais de 2015
Deux référendums ont lieu en république d'Irlande le 22 mai 2015 afin de modifier la Constitution :
- le 34e amendement visant à autoriser le mariage homosexuel est adopté ;
- le 35e amendement visant à réduire l'âge d'éligibilité du président de l'Irlande de 35 à 21 ans est rejeté.